# 管野暢昭
管野 暢昭（かんの のぶあき、1959年5月8日 - ）は、日本のアナウンサー、テレビプロデューサー。北海道生まれ・同浦河町出身。血液型はA型。北海道放送（HBC）に在職。
一部資料では名前が「菅野暢昭」「草野暢昭」と誤記されている。

## 来歴・人物
北海道教育大学卒業。1984年にHBC入社。入社2年目からの4年間は北見放送局に在籍。1989年、札幌本社へ異動。
同年よりスポーツアナとしての活動を開始し、2005年3月までの間、報道局スポーツ部アナウンサーとして在職（その間、HBC報道局スポーツ部副部長も務める）。2005年4月1日付でアナウンス部との兼任となる。
スポーツアナとしては冬季五輪の取材やプロサッカーJリーグ・コンサドーレ札幌の道内開幕戦などを担当。2004年からは、東京都より本拠地移転したプロ野球球団・北海道日本ハムファイターズの実況中継担当アナウンサーとなり、同年4月2日に行われた初の本拠地主催公式試合ではラジオ実況を担当した。2008年9月6日には、民放テレビ局（CATV等以外）としては初のソフトボール中継となる、ソフトボール女子1部リーグのルネサス高崎対シオノギ製薬戦（開催：石狩市スポーツ広場ソフトボール専用球場）の実況を担当した。スポーツ記者として2006年のトリノ五輪取材を担当しラジオ番組のリポートも務めた。
2009年7月1日付でアナウンサー部兼スポーツ部から再びスポーツ部専任となり、アナウンス職から離れた。アナウンス職から離れた後は、スポーツ番組の制作職を務める。また、HBCテレビ本部報道局スポーツ部シニアマネージャーを務めていた。
2013年6月1日付でアナウンス部に再異動・アナウンス職へ復帰した。同年には、日本ハム戦中継のリポーターも担当。2014年より、日本ハム戦中継の実況陣に正式復帰。2017年頃までは局公式サイト内で日本ハム戦中継担当アナウンサーとして紹介されていた。

## 担当番組

### 出演
- ニュース（ラジオorテレビ）
- ベストテンほっかいどう（ラジオ。1991年 - ?。金曜担当パーソナリティ）[5]
- パック2（テレビ。1993年4月 - 1993年9月）[5]
- HBCラジオ・ビジネス・ネットワーク - パーソナリティ[23]
- 特報!スポーツギア（テレビ）[注 6]
- スポーツどーむ北海道（テレビ）[5][24]
- HBCスポーツゾーン『ファイト!!』（ラジオ。2013年度ナイターオフシーズン中、火 - 金曜18:00 - 18:30に放送の帯番組） - 木曜コーナー「コンサマニア」担当[25]
- 週刊 コンサ・マニア!!（ラジオ。2014年4月6日[19][26] - 、日曜8:00 - 8:15[19]） - パーソナリティ[19]
- ファイターズナイター〜ベストセレクション2014（ラジオ） - パーソナリティ
- 夕刊おがわR（ラジオ。2015年春改編期より、スポーツコーナーを担当[27][28]）
- 北のビジネス最前線（テレビ） - ナレーション
- スポーツ中継（ラジオorテレビ）
  - スキージャンプ競技実況中継（テレビ。HBCカップなど）[29][30][31]
  - サッカー中継
    - アジア大会'94 サッカー・男子準々決勝 日本対韓国（テレビ・TBS系列全国ネット。1994年10月11日19:00より放送） - リポーター[7]
    - コンサドーレライブスタジアム（ラジオのコンサドーレ札幌戦中継）

  - プロ野球中継（北海道日本ハムファイターズ戦中継。ラジオorテレビ） - 2004年の日本ハム本拠地移転当初より担当[32]。なお、移転前の2003年に道内で行われた日本ハム主催試合の一部がラジオ中継される際にも、実況を担当した[33]。
  - ゴルフ中継（テレビ『サン・クロレラクラシック』[34][35]）
  - ソフトボール中継
    - ソフトボール女子1部リーグ「ルネサス高崎VSシオノギ製薬」（テレビ。2008年9月6日16:00 - 16:55に、同日13:00からの試合を録画中継[13]） - 実況[13]

### 制作
- スキージャンプ競技実況中継
  - HBCカップジャンプ（テレビ。TBS系列全国ネット）
    - 2012HBCカップジャンプ（2012年1月9日） - プロデューサー[36]
    - 2013HBCカップジャンプ（2013年1月14日） - プロデューサー[37]